# Puná
Puná és una illa de l'Equador. Forma part de la província de Guayas. Té una superfície de 855 km². Es troba al golf de Guayaquil, al davant de la formació deltaica d'estero Salado i del riu Guayas. És la tercera illa més gran del país, rere d'Isabela i Santa Cruz, a les illes Galápagos.
Està separada del continent pel canal de Jambelí, al sud-est, i pel canal del Morro, al nord-oest. El clima de l'illa és tropical sec, per influència de la corrent de Humboldt. La localitat més important es Puná, situada al nord-est de l'illa. La pesca és un dels principals recursos.

## Història
La batalla de Puná hi va tenir lloc l'abril de 1531 durant la conquesta espanyola del Perú. Els natius de l'illa, dirigits pel seu curaca Tumbalá, es van enfrontar als conquistadors espanyols dirigits per Francisco Pizarro. El primer bisbe de Cusco, frai Vicente Valverde, va ser assassinat pels illencs el 31 d'octubre de 1541.